# Seesen
La ville de Seesen est une commune du Land de Basse-Saxe appartenant à l'arrondissement (landkreis) de Goslar. Elle se situe à environ 50 km au nord de Göttingen et à 80 km au sud de Hanovre.

## Histoire
| Appartenances historiques Duché de Brunswick-Lunebourg 1235-1269 Principauté de Brunswick-Wolfenbüttel 1269-1345 Principauté de Göttingen 1345-1463 Principauté de Calenberg 1463-1495 Principauté de Brunswick-Wolfenbüttel 1495-1807 Royaume de Westphalie 1807-1813 Duché de Brunswick 1815-1918 République de Weimar 1918-1933 Reich allemand 1933-1945 Allemagne occupée 1945-1949 Allemagne 1949-présent |

La première mention historique de la ville remonte à l'an 974. 

## Quartiers
La commune de Seesen comprend, en dehors de la ville centrale de même nom (11 423 habitants), les quartiers suivants : 
- Bilderlahe (496 habitants)
- Bornhausen (1 060 habitants)
- Engelade (632 habitants)
- Herrhausen am Harz (773 habitants)
- Ildehausen (766 habitants)
- Kirchberg (583 habitants)
- Mechtshausen (413 habitants)
- Münchehof (1 573 habitants)
- Rhüden (2 916 habitants)

Nombre d'habitants au 1er novembre 2009.

## Tourisme
Située entre les contreforts légèrement accidentés et les montagnes du massif du Harz, Seesen, grâce à sa situation géographique, bénéficie d’une bonne desserte par les différents moyens de transport qui lui ont valu le qualificatif de « Porte du Harz ».
Créé en 1886, le Harzclub a donné naissance à près de 90 associations, comptant aujourd’hui environ 16 000 membres, qui s’occupent de la préservation du patrimoine et de l’entretien des chemins de randonnées dans le massif du Harz. Le tourisme joue en effet un rôle non négligeable dans l’économie locale. Chaque année, lors du premier week-end du mois de septembre, a lieu autour du château fort (Burg Sehusa) une fête (« Sehusa Fest ») qui donne lieu à des reconstitutions historiques et en font l’une des plus grandes fêtes en costumes d’époque du nord de l’Allemagne. Sehusa est dérivé de Seehausen, le nom de la ville au Moyen Âge. Le lac (« See ») qui a valu son nom à la ville a depuis disparu.
Du fait de l’excellence de son acoustique, l’église Saint-André (construite entre 1695 et 1702) est régulièrement le cadre de concert de musique classique. Elle a vu se produire des artistes de tout premier plan, tels l’orchestre Sinfonia Varsovia ou des solistes comme Ludwig Güttler ou Yehudi Menuhin.

## Transport
La ville bénéficie d’une bonne desserte à la fois routière (par l’autoroute A7 et les routes nationales B64, 242, 243 et 248) et ferroviaire, car les lignes Herzberg am Harz-Brunswick et Kreiensen-Bad Harzburg s’y croisent. 
L’aéroport le plus proche est celui de Hanovre.

## Économie
Principales entreprises installées à Seesen :
- Crown (auparavant Züchner), conserve et capsules.
- Impress (auparavant "Schmalbach Lubeca"), ferblanterie.
- Sonnen-Bassermann (1998 racheté par Heinz), produits alimentaires.
- Asklepios Kliniken Schildautal, clinique du groupe Asklepios spécialisée en neurologie et neurochirurgie.
- Mateo & Mewis AG, Internet et nouvelles technologies.

## Personnalités

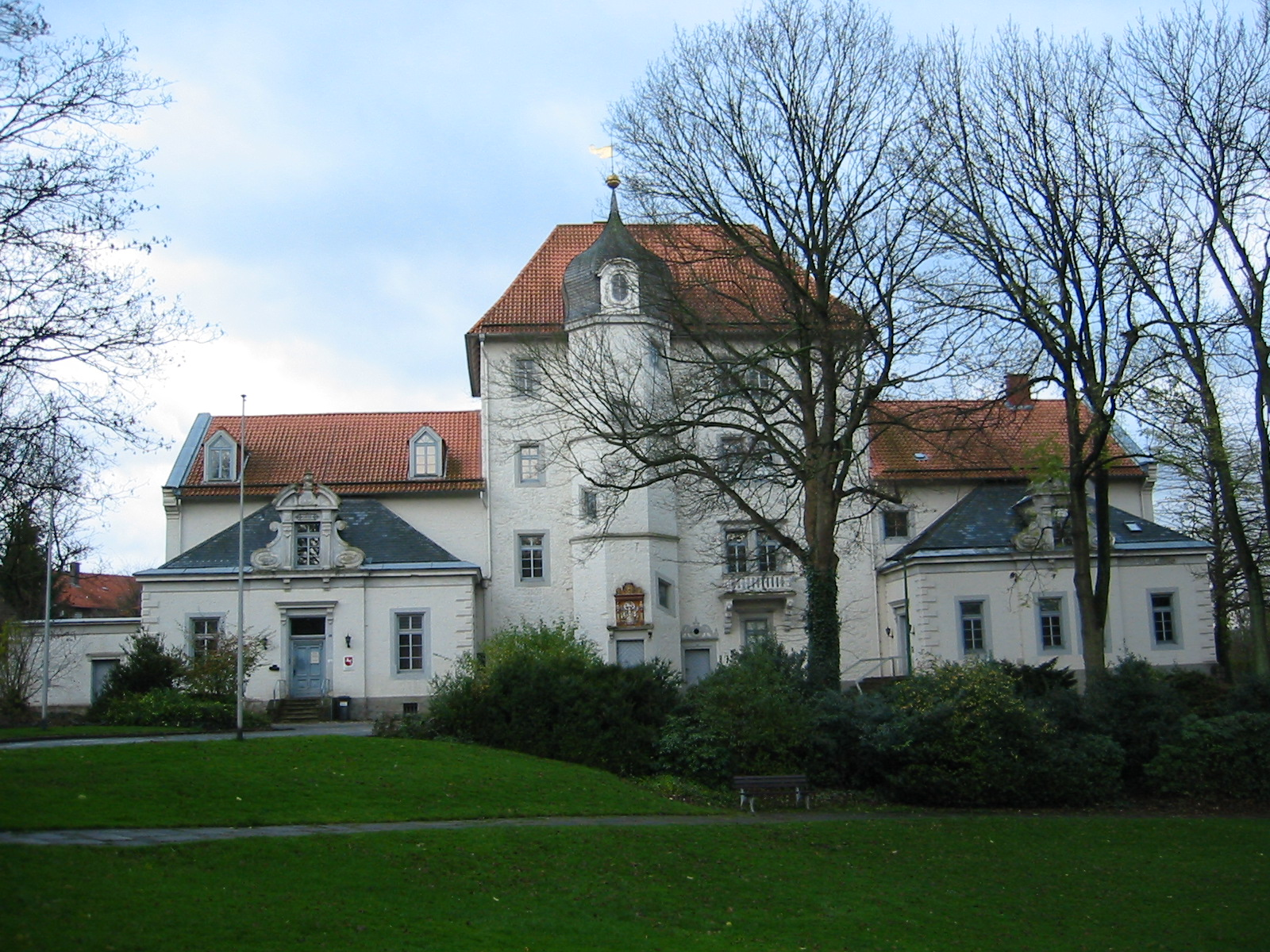
Château de Seesen (Sehusa Burg)

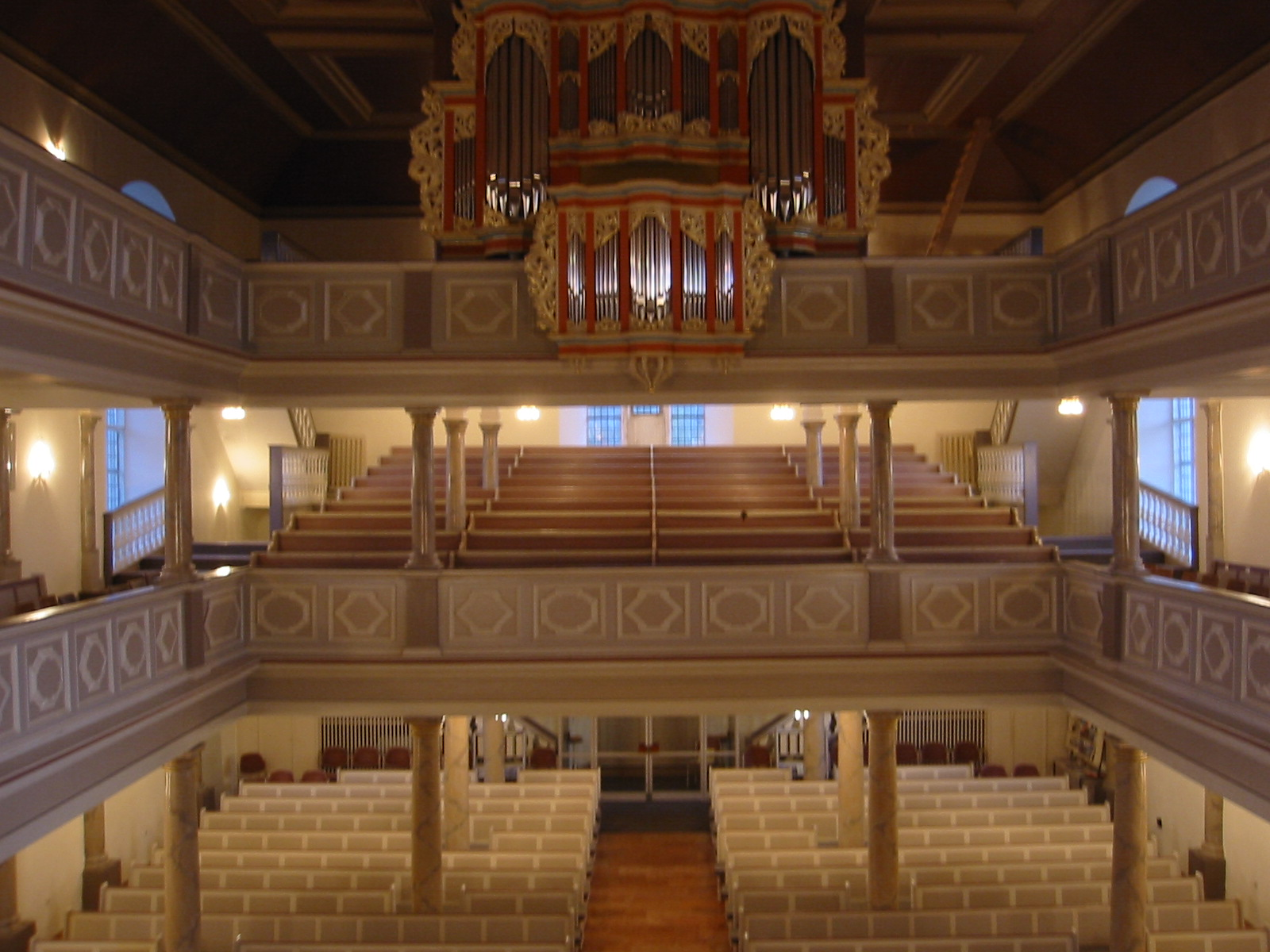
Église Saint André

- Heinrich Engelhart Steinway (né Steinweg), qui construisit à Seesen son premier piano en 1836 avant d’émigrer aux États-Unis en 1850, où il fonda la célèbre manufacture Steinway & Sons.
- Wilhelm Busch, dessinateur et poète qui, de 1898 à 1908, vécut les dernières années de sa vie à Metchshausen (aujourd’hui, l’un des villages composant la commune de Seesen).
- Louis Spohr, compositeur et virtuose (violon), qui y passa dix années de son enfance de 1786 à 1796.
- Israel Jacobson (1768–1828), qui fonda en 1801 une école hébraïque, qui rapidement ouvrit également ses portes aux élèves d’autres confessions. Cet établissement devint par la suite le lycée de Seesen. Bien que le lycée ait depuis longtemps déménagé, il porte encore aujourd’hui le nom de son fondateur. Une des préoccupations principales de Jacobson fut d’essayer d’adapter le judaïsme à son temps et à son environnement social. Par exemple, la communauté juive de Seesen fut la première à introduire l’orgue dans son service religieux, ce qui engendra par ailleurs une vive polémique avec les éléments les plus orthodoxes.
- Manfred-Michael Sackmann (* 1952-2024), photographe allemand.

## Jumelages
- Carpentras (France) depuis 1993
- Montecorvino Rovella (Italie) depuis 2006
- Wantage (Royaume-Uni) depuis 1978